# Phrealcia eximiella
Phrealcia eximiella là một loài bướm đêm thuộc họYpsolophidae. Chúng thường xuất hiện ở Tây Ban Nha, Pháp, Ý, Áo và Thụy Sĩ.
Sải cánh dài 16.5–17.5 mm.